# Ада (река)
Ада (итал. Adda) је река која протиче кроз Италију, односно кроз италијанску регију Ломбардија. Дуга је 194 km . Улива се у По.